# الأسواق الشعبية في مكة

تُعد الأسواق الشعبية في مكة من السمات المميزة لتاريخ المدينة الاقتصادي والاجتماعي، حيث شكّلت جزءًا من حياة السكان المحليين وزوارها من الحجاج والمعتمرين. تنوعت هذه الأسواق من حيث وظيفتها وموقعها، فمنها ما ارتبط بالمواسم الدينية، ومنها ما خُصص لخدمة الأحياء السكنية، وأخرى كانت متخصصة في بيع سلع محددة كالمنتجات الغذائية أو المصنوعات اليدوية.

### سوق المسعى
يقع سوق المسعى بمحاذاة ممر السعي بين الصفا والمروة، وكان من الأسواق الموسمية المهمة بسبب موقعه بين الحجاج والمعتمرين. شهد السوق ازدحامًا في مواسم الحج والعمرة، وضم محلات متنوعة لبيع الأقمشة والعطور والمصاحف والهدايا، إلى جانب وجود أكشاك مؤقتة للحلاقين. كما شاركت النساء في بيع المواد العطرية، مما يعكس تنوع الأنشطة التجارية فيه. استمر نشاط السوق حتى القرن الرابع عشر الهجري، وتمت إزالته عام 1375هـ/1955م ضمن أعمال توسعة المسجد الحرام في عهد سعود بن عبدالعزيز.

### سوق القرارة
يُعد سوق القرارة من الأسواق المحلية الصغيرة التي ظهرت في حي القرارة والنقا، واقتصر نشاطه على بيع المواد الغذائية والسلع اليومية للسكان. لم يكن له طابع تجاري موسمي أو إقليمي، ويشير ضعف التوثيق التاريخي له إلى طبيعته الثانوية داخل منظومة الأسواق المكية.

### سوق الشامية
يقع سوق الشامية في الجهة الشمالية من المسجد الحرام، ويرتبط من جهته الشرقية بسوق سويقة. امتاز بتنوع السلع وجودتها، مثل الأقمشة الفاخرة والمجوهرات والسجاد، واستُوردت بضائعه من مناطق مختلفة مثل الشام والهند وتركيا. تم تنظيم السوق بشكل يُشبه تقسيم الأسواق العثمانية، وخضع لرقابة موسمية من قبل السلطات، مثل تنظيم أماكن عرض البضائع داخل حدود الحرم. استمر نشاط السوق حتى النصف الثاني من القرن الرابع عشر الهجري، ثم تأثر بمشاريع التوسعة المحيطة بالحرم.

### سوق المعلا
نشأ سوق المعلا بين حي الجودرية ومقبرة المعلا، وكان من الأسواق المحلية التي خُصصت لتلبية احتياجات السكان. ضم السوق عدة أسواق فرعية مثل سوق الحبابة وسوق النحاسة وسوق الخردة، بالإضافة إلى محلات الأغذية والمستلزمات اليومية. ورغم طابعه الشعبي، فقد أُدرج ضمن الأسواق النشطة في أواخر العهد العثماني، إلى جانب أسواق مثل الزل والقشاشية.

### سوق المأكولات الشعبية
شكّلت أسواق المأكولات الشعبية جزءًا مهمًا من النشاط التجاري في مكة، خصوصًا في الأحياء المحيطة بالمسجد الحرام. تضمنت هذه الأسواق باعة متجولين ومحلات ثابتة، ووفرت أصنافًا متنوعة من الأطعمة مثل الخبز، اللبن، اللحوم، الفواكه، البقول، والبهارات. ازدادت أهمية هذه الأسواق في موسم الحج، حيث كانت تقام في منى وعرفات ضمن خيام مؤقتة، وتُعرض فيها مأكولات من ثقافات مختلفة كالهندية واليمنية، ما يعكس الطابع العالمي للمدينة.
كما ظهرت أسواق متخصصة في بعض الأحياء مثل الشبيكة والمسفلة، لبيع منتجات غذائية محددة كالبهارات والرطب والفواكه، وهو ما منحها طابعًا وظيفيًا مميزًا. استمرت هذه الأسواق في أداء دورها رغم التغيرات العمرانية،  وساهمت في تلبية احتياجات السكان والزوار، خاصة في ظل محدودية الإنتاج الزراعي المحلي. خلال موسم الحج، كانت هذه الأسواق تشهد ازدحامًا كبيرًا، وتُظهر وثائق القرن الرابع عشر الهجري استمرار نشاطها وتكيّفها مع التغيرات السكانية والثقافية.

## المراج
1. ↑  شروق بنت عبدالله العواد، "الأسواق التجارية في مكة المكرمة (933–1388هـ / 1517–1968م)"، مركز تاريخ مكة المكرمة، 2019م، ص 100.
2. ↑  موسوعة مرآة الحرمين الشريفين وجزيرة العرب (1308)، ص. 542.
3. ↑  العواد، ص 101.
4. ↑  أشواق بنت حمزة مليباري، "الأسواق في مكة المكرمة: دراسة في النشأة والتطور والتوزيع"، جامعة أم القرى، 1430هـ، ص 184–185.
5. ↑  العواد، ص 104.
6. ↑  العواد، ص 109.
7. ↑  مليباري، ص 237.
8. ↑  العواد، ص 113.
9. ↑  مليباري، ص 240.
10. ↑  العواد، ص 115.
11. ↑  إبراهيم جلال، "عوامل ازدهار الأسواق في مكة المكرمة خلال القرنين الثاني عشر والثالث عشر الهجريين"، المجلة المصرية التاريخية، مجلد 53، 2019م، ص 72.
12. ↑  مليباري، ص 241.
13. ↑  هشام فوزي عبدالعزيز، "الأوضاع الاجتماعية والاقتصادية والأمنية في مكة المكرمة من خلال رحلة الراعي 1349هـ/1931م"، مركز تاريخ مكة المكرمة، 2019م، ص 59.
14. ↑  العواد، ص 117.